# リヴリー＝ガルガン
リヴリー＝ガルガン （Livry-Gargan）は、フランス、イル＝ド＝フランス地域圏、セーヌ＝サン＝ドニ県のコミューン。

## 地理
パリの北東およそ12マイルのところにある。コミューンは石膏が採掘されるボンディの森の丘の上にあり、現在は広範囲に都市化されているペイ・ド・フランス地方の北側にあたる。

## 歴史

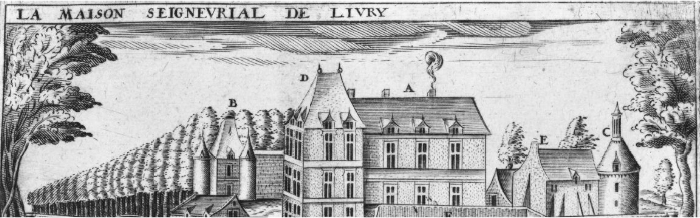
リヴリー城、1648年

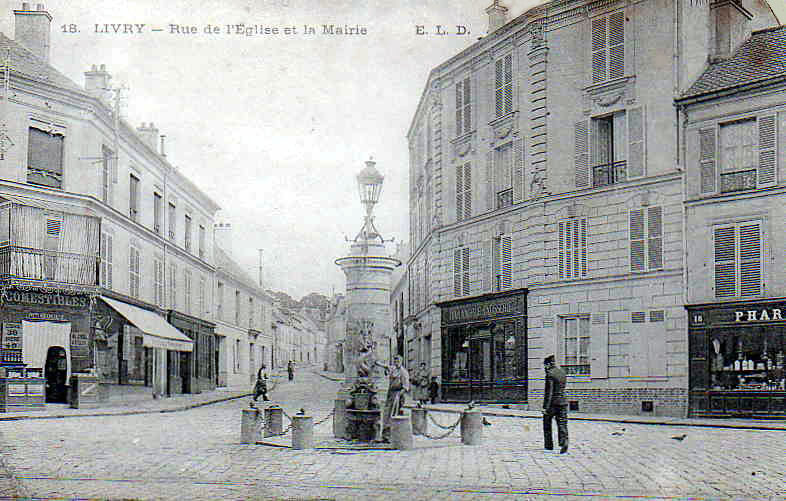
1900年代のリヴリー

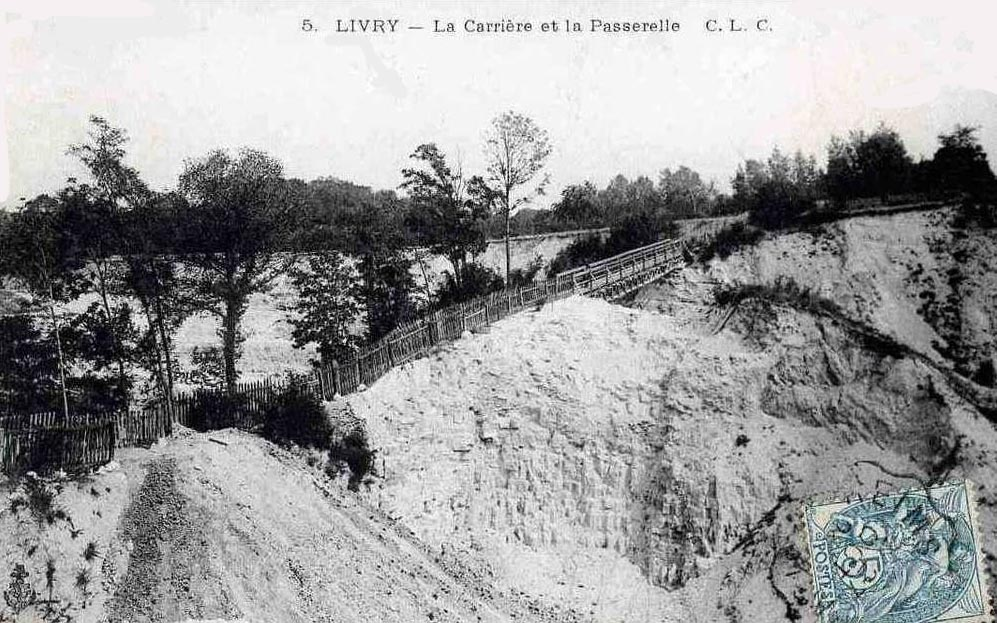
石膏の採石場

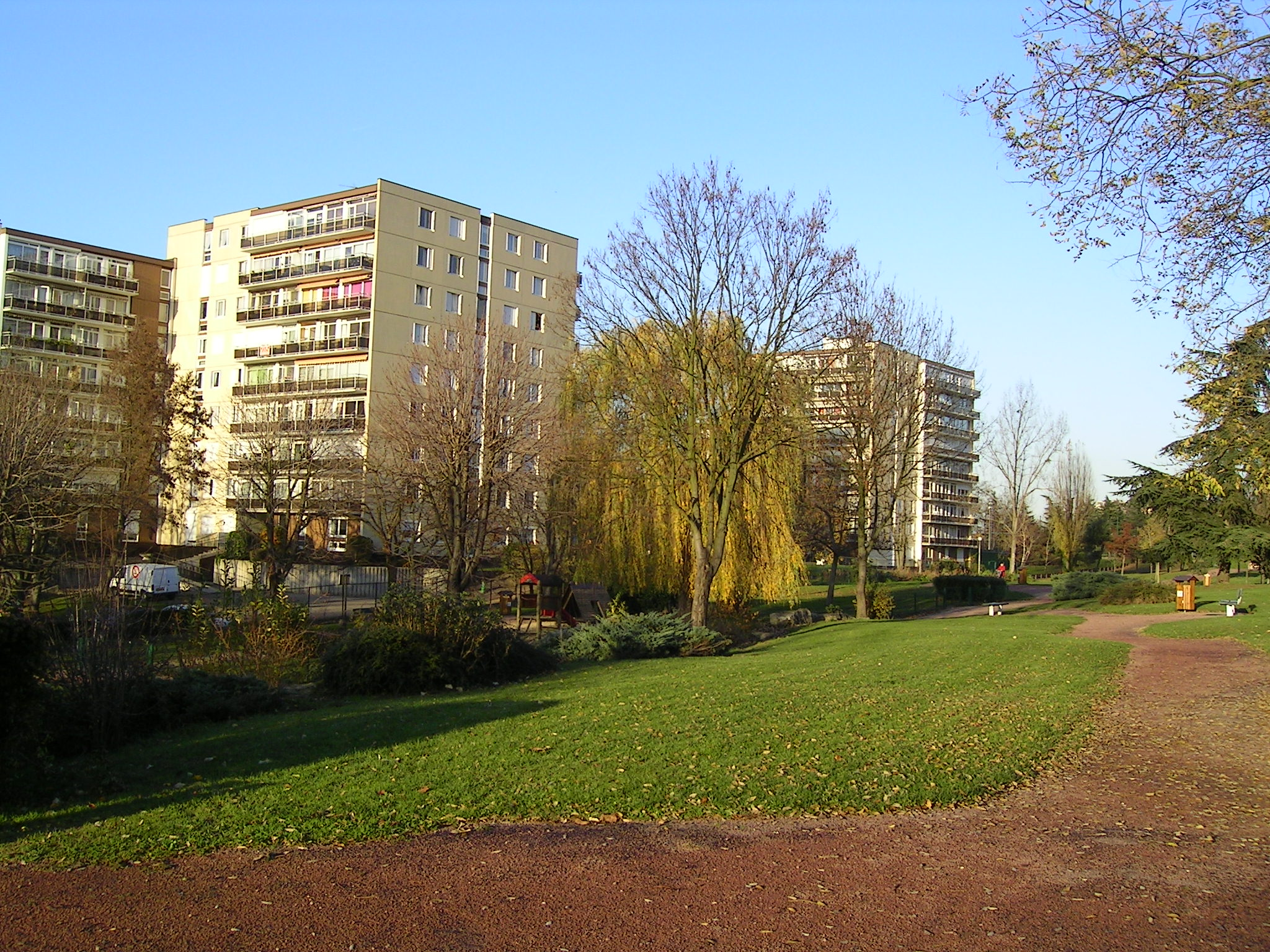
ヴァンサン・オリオル公園

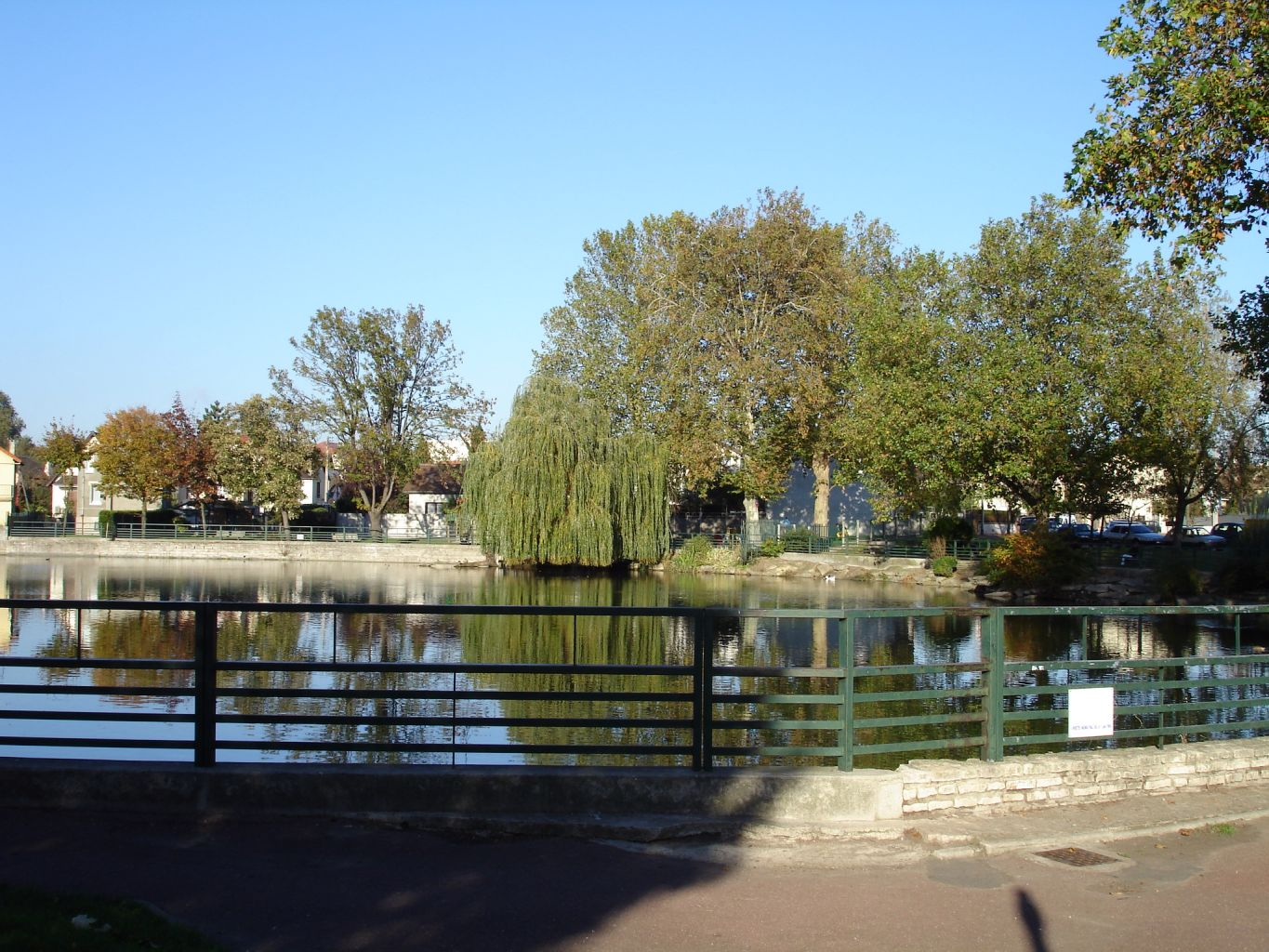
セヴィニエ湖

リヴリー＝ガルガンのLivryは、ガロ＝ローマ時代のヴィッラの名であるLivriacumだとも、LiberiusまたはLivreiaだとされている。Garganとは、1912年に新たに新設された、リヴリーの中の工業地区の名称である。
リヴリーの村の起源は、ガリア時代、そしてローマ時代に築かれリヴリーを横断していた古い街道にある（現在のN3道路）。この街道はボンディの森の中の、林間の空き地近くを通っていた。ここに集落がつくられた。ガロ＝ローマ時代のLiberiusである。コレージュ・ド・フランスの歴史家カミーユ・ジュリアンは、森の中のローマ時代のヴィッラを調査し、Liberiusという所有者の名にちなんでLiberiacumとなったとしている。
多くの都市がそうであったように、5世紀末の民族移動時代に土地が荒らされ、11世紀末に唯一Livriacusという名の痕跡が残る。
封建時代のリヴリーは、他の村とは違い、別々の封建領土に分割されていなかった。リヴリーおよびガルランド＝アン＝ブリ領主ギヨーム・ド・ガルランドはリヴリーに荘園を建てた。城の周囲に農奴の家が数軒あった。領主は民から非常に慕われ、彼は1111年にサン＝マルタン・デ・シャン修道院に寄進を行った。
1186年に建設されたリヴリー修道院は、フランス革命で破壊された。1197年頃、ガルランド家のギヨーム4世がノートルダム・ド・リヴリー修道院を建てた。
1624年から1686年まで、クリストフ・ド・クーランジュがノートルダム・ド・リヴリー修道院の正式の名義人だった。彼は幼くして両親を亡くした姪、マリー・ド・ラビュタン＝シャンタルの後見人だった。マリーは1644年に結婚し、セヴィニエ侯爵夫人と名乗った。彼女は幼年期を過ごしたこの修道院を、夫の死後たびたび訪問している。
18世紀末、リヴリーはオルレアン公爵家のものとなった。
革命当時のリヴリーは、人口1500人ほどの小さな村だった。彼らは主に小さな畑、ブドウ畑を耕作していた。1790年、セーヌ＝エ＝オワーズ県が新設されリヴリーは小郡庁所在地となった。1822年、ウルク運河が完成した。
1860年、産業家ルイ＝クサヴィエ・ガルガンがモーへ向かう道沿いの森林を買い上げ、製材所を設置した。この周囲が発展して新しい地区となった。1869年、ル・ランシーの誕生によりリヴリー面積が切断された。
1873年、リヴリーとスヴランに国立スヴラン＝リヴリー火薬製造所（fr）が設置された。この2つのコミューンが選ばれたのは、ウルク運河と鉄道路線に近いためであった。1973年に閉鎖され、現在は公園となっている。
1878年、リヴリーは現在のセヴィニエ湖の水源を採水してアンギャン＝レ＝バンと競おうとした。リヴリー市長はセヴィニエ＝レ＝ゾーというスパを建設し、喉と肺病の病を治療する病院を2つつくった。しかしスパは成功しなかった。1912年に市議会は鉱泉中心地としてコミューンを承認してもらおうとしたが、医学アカデミーと厚生省がそれを拒否したのである。
20世紀初頭のリヴリーには4箇所の石膏採掘場があり、コミューンを横断する鉄道や、ウルク運河によって運搬されていた。
1912年7月、コミューンの名が正式にリヴリー＝ガルガンとなった。
第一次世界大戦後、リヴリー＝ガルガンはパリ郊外コミューンとなって人口が増加した。戦争、新たな交通網の整備、季節労働者の流入などである。1915年のアルメニア人大虐殺後には亡命アルメニア人たちが、リヴリー＝ガルガンを含む当時のセーヌ＝エ＝オワーズ県に移住しコミュニティーを形成した。1921年には11,752人であったのが、1931年には212,13人に達していた。第二次世界大戦後、さらに都市化が進んだ。2005年パリ郊外暴動事件がリヴリー＝ガルガンでも発生した。

## 交通
- 道路 - N3
- 鉄道 - RER B線スヴラン-リヴリー駅。パリトラム4号線、ガルガン駅、リセー・アンリ・セリエ駅、ラバイエ駅。

## 姉妹都市
- アルムニェーカル、スペイン
- チェルヴェーテリ、イタリア
- フュルステンフェルトブルック、ドイツ
- ハリンゲイ、イギリス